# Lamprofylliet
Lamprofylliet is een mineraal behorend tot de sorosilicaten en heeft een bruine tot zeer donkerbruine kleur.

## Ontstaan
Magnetisch in alkalische syenieten en zijn pegmatieten, geassocieerd met nefelien, egirien en eudialiet.

## Voorkomen
De beste kristallen met een lengte van maximaal 15 cm komen voor in de Flora-berg, Lovozersk op het Russische schiereiland Kola. Het mineraal komt ook voor in Langesundsfjord, Noorwegen en in Mont Saint-Hilaire in Quebec, Canada.